# Alonso Fernández de Avellaneda
Alonso Fernández de Avellaneda  a fost un prozator spaniol care a trăit în perioada secolelor al XVI-lea și al XVII-lea.
Numele său reprezintă pseudonimul unui autor rămas necunoscut, care, în 1614, a scris Segundo tomo del Ingenioso Hidalgo don Quijote de la Mancha, imitație a lui Don Quijote de la Mancha a lui Cervantes.